# Notophanus brenskei
Notophanus brenskei är en skalbaggsart som beskrevs av Heller 1896. Notophanus brenskei ingår i släktet Notophanus och familjen Rutelidae. Inga underarter finns listade i Catalogue of Life.